# Ministère des Affaires francophones
Le ministère des Affaires francophones (en anglais Ministry of Francophone Affairs) de l'Ontario est l'organe responsable de la mise en application de la Loi sur les services en français, qui vise à fournir des services gouvernementaux aux citoyens franco-ontariens.
En accord avec la loi (aussi appelée loi 8), le gouvernement provincial fournit des services en français si la population francophone d'une communauté ou d'une région excède 5 000 habitants, ou 10 % de la population totale de la communauté. Il y a 27 régions dans la province avec cette désignation.
L'actuelle ministre des Affaires francophones est Caroline Mulroney, députée progressiste-conservatrice de York-Simcoe, cumulant également la fonction de présidente du Conseil du Trésor.

## Historique
L’Office des affaires francophones est constitué en 1985 pour aider à la conception d’initiatives et de services en français au sein du gouvernement de l’Ontario. Il offre des conseils au gouvernement concernant la création et la mise en place de services en français et concernant les relations avec la communauté franco-ontarienne.
La prédécesseure Caroline Mulroney, l'actuelle ministre des Affaires francophones, était Marie-France Lalonde, députée libérale d'Orléans. La liste des anciens ministres délégués aux Affaires francophones inclut Bernard Grandmaître (libéral, père de la Loi sur les services en français) ainsi que John Baird et Noble Villeneuve, tous deux conservateurs.
Le ministère des Affaires francophones est créé le 31 juillet 2017, quand le gouvernement Wynne décide de faire de l'Office des affaires francophones un ministère à part entière. Cette mesure est annulée par Doug Ford à son arrivée au pouvoir en juin 2018. Toutefois, le 23 novembre 2018, après plus d'une semaine de tumultes politiques entourant les annonces de compressions économiques impliquant entre autres l'abolition de l'Université de l'Ontario français et le Commissariat aux services en français de l'Ontario, le gouvernement Ford recule et annonce quelques mesures visant à calmer la grogne, dont le rétablissement du ministère des Affaires francophones, sans pour autant s'engager à en augmenter le budget ou le personnel.